# موعد مع المجهول (فلم)
موعد مع المجهول فيلم مصري من إنتاج عام 1959، بطولة سامية جمال وعمر الشريف وهالة شوكت، تأليف يوسف عيسى وإخراج عاطف سالم.

## قصة الفيلم
تقوم عصابة من موظفي أحد المصانع بقتل المدير لتسهيل مهمة تهريب الأمول إلى الخارج عن طريق المصنع، تلصق التهمة بأحد الموظفين، يهرب إلى السودان، يصل شقيق صاحب المصنع من الخارج، يلتقي بشقيقة الشاب المتهم، يتزوجها ويرزقان بطفلة، تتصل الزوجة بشقيقها سرًّا، يكتشف ضابط المباحث عمليات التهريب داخل المصنع وأن لها صلة بمقتل المدير، يعود الشاب من السودان ويتصل بشقيقته، تقابل الزوجة شقيقها فيتهمها زوجها بالخيانة، تصارحه بالحقيقة، يقبض على شقيقها ويرشد عن القاتل الحقيقي وهو أحد عمال المصنع بإيعاز من المدير الجديد فيقبض عليهما.

## بطولة
- سامية جمال: (نانا)
- عمر الشريف: (مجدي)
- هالة شوكت: (نادية اخت رشاد)
- عمر الحريري: (الضابط مصطفى حاتم)
- فاخر فاخر: (صبحي)
- كمال حسين: (أمين)
- يوسف فخر الدين: (رشاد)
- ثريا فخري: (والدة رشاد)
- عايدة كامل: (الممرضة)
- محمود فرج: (عنتر)
- صلاح نظمي: (د. سامح)
- رياض القصبجي: (أبو سريع - خفير المصنع)
- أحمد لوكسر: (وكيل النيابة)
- محمود لطفي: (السائق)

## فريق العمل
- إخراج: عاطف سالم
- تأليف: يوسف عيسى
- إنتاج: عبد الوهاب وبركات
- توزيع: دولار فيلم
- مونتاج: محمد عباس
- مدير التصوير: ألفيزي أورفانيللي

## وصلات خارجية
- مقالات تستعمل روابط فنية بلا صلة مع ويكي بيانات